# Jimmy Haggett
Jimmy Haggett (* 2. Dezember 1928 in Granite City, Illinois; † 30. Januar 2000) war ein US-amerikanischer Country- und Rockabilly-Musiker.

## Leben
Jimmy Haggett wurde in Illinois geboren, verbrachte aber annähernd sein ganzes Leben in den Südstaaten. Als Jugendlicher spielte er in verschiedenen Country-Bands, bevor er seine eigene Gruppe, die Ozark Mountain Boys, gründete. Zudem arbeitete er als DJ bei dem Sender KBOA in Kennett, Missouri, und bei anderen Radiostationen in Missouri.
Nachdem Haggett zusammen mit Country-Sänger Bud Deckelman einen Auftritt absolviert hatte, lernte er Sam Phillips kennen, der das Label Sun Records in Memphis, Tennessee, besaß. Haggett nahm 1955 für Sun seine erste Single, die Country-Platte No More, No More / They Call Our Love a Sin auf. Phillips hatte in den Jahren vorher weitaus mehr Rhythm and Blues aufgenommen, doch zum damaligen Zeitpunkt waren die meisten seiner Künstler aus der Stadt gezogen, sodass Phillips sich nun mehr auf Country konzentrierte.
Ein Jahr danach spielte Haggett verstärkt mit Brad Suggs, Wayne McGinnis und Bud Deckelman, allesamt unter Vertrag bei Meteor Records aus Memphis. Deckelman bot Haggett an, einen Plattenvertrag mit Meteor aufzusetzen, doch Haggett lehnte in der Hoffnung ab, weiterhin bei Sun bleiben zu können. Während des Jahres 1956 nahm er einige Rockabilly-Titel wie Rabbit Action, Rhythm called Rock and Roll und How Come You Do Me für Sun auf, die jedoch nicht veröffentlicht wurden. Letzterer wurde später auf Wiederveröffentlichungen oftmals Junior Thompson zugesprochen, da dieser einen gleichnamigen Titel im Jahr 1958 aufnahm. Haggett beschrieb später in einem Interview selbst, wie er zum Rockabilly kam. Um 1955 tourte er mit den Ozark Mountain Boys durch Arkansas, Tennessee, Mississippi und Missouri. Einige Auftritte absolvierte er auch gemeinsam mit dem jungen Elvis Presley und als er sah, wie euphorisch das Publikum auf Presleys Interpretationen von That’s Alright Mama, Blue Moon of Kentucky und You’re a Heartbreaker reagierte, entschloss Haggett sich, in seine Band Saxophon und Klavier aufzunehmen und erweiterte sein Repertoire um Rockabilly-Songs.
Als Haggett 1957 DJ bei WWYN in Arkansas war, bot ihm Bud Deckelman Haggett erneut an, eine Session bei Meteor für ihn zu organisieren und diesmal war Haggett einverstanden. Er kam im März 1957 nach Memphis, wo er mit den Daydreamers, bestehend aus Lee Adkins (Gitarre), Jimmy Smith (Klavier) und einem Musiker namens Freenchy (Saxophon) die Single Gonna Shut You Off Baby / Tell Her True auf. Nach enttäuschenden Plattenverkäufen verließ Haggett Meteor.
In den nächsten Jahren nahm Haggett für Vaden Records, Caprock Records und K-Ark Records drei unbedeutende Singles auf. Seine Band unterstützte Buford Peak 1957 auch bei Aufnahmen für Fernwood Records und 1959 Johnny Moore bei Aufnahmen für Vaden. Im selben Jahr war Haggett über KLCN in Blytheville, Arkansas, zu hören.
1966 kaufte Haggett einen Radiosender in Piedmont, Missouri, den er bis zu seinem Tod im Jahr 2000 leitete.

## Diskografie
| Jahr                    | Titel | Label #      |
| ----------------------- | --- | ------------ |
| 1955                    | No More, No More / They Call Our Love a Sin | Sun 236      |
| 1957                    | Gonna Shut You Off Baby / Tell Her True | Meteor 5043  |
| 1958                    | All I Have Is You / Without You | Caprock 107  |
| 1959                    | Today’s Reality / Please Don’t Leave Me | Vaden 45-116 |
|                         | How Can I Be Sure / Absenta | K-Ark 611    |
| Unveröffentlichte Titel | |              |
| 1956                    | - Do Me Like You Do - How Come You Do Me (Version 1) - How Come You Do Me (Version 2) - How Come You Do Me (Version 3) - Rabbit Action (Version 1) - Rabbit Action (Version 2) - Rhythm Called Rock and Roll - Rock Me Baby | Sun Records  |